# Younes Bahri
 (avril 2020).
Pour les articles homonymes, voir Bahri (homonymie).
Younis al-Saleh Bahari Jubouri (en arabe : يونس بحري), né vers 1903 à Mossoul et mort en 1979, est un journaliste, speaker, explorateur et écrivain irakien. 
Il écrit de nombreux livres, et voyage beucoup et était surnommé « le voyageur irakien ». 
Il aurait maîtrisé 17 langues, dont l'anglais, le français, l'allemand, l'italien, l'espagnol et le turc.

## Biographie
Bahri est né vers 1903 à Mossoul. Il se marie avec Madiha à Mossoul. Younis Bahri aurait épousé plus de 100 femmes[réf. nécessaire].
En 1929, il rencontre Julie van der Veen, une peintre Néerlandaise, dans un casino, à Nice, en France. Ils échangeront des lettres d'amour, en anglais, pendant dix ans. Il la retrouve en 1939, l'épouse à Berlin à la fin de 1939. Le mariage prend fin après quatre mois, Julie  retourne aux Pays-Bas.
Il aurait eu plus d'une centaine d'enfants. Cela aurait été mentionné à l'un de ses compagnons, au Conseil auquel assistait le roi Fayçal Ier lorsqu'il l'a félicité de la naissance de son soixantième fils. Le nombre de ses mariages est inconnu.  Un journaliste lui a demndé à la fin de sa vie : « Comment avez-vous épousé tant de femmes, vous êtes musulman et l'islam n'autorise pas plus de quatre femmes ? » Il a déclaré : « J'ai divorcé de mes femmes après chaque mariage pendant un mois ». 
En 1933, il retourne en Irak et publie un journal appelé Al-Aqab. Pendant cette période, il travaille comme diffuseur sur la radio arabe Qasr al-Zouhour, fondée par le roi Ghazi.
En 1949, il participe à la Conférence sur la culture islamique. Les sessions se sont tenues au lycée Carnot (lycée pilote Bourguiba) à Tunis.